# Geleyn Evertsen

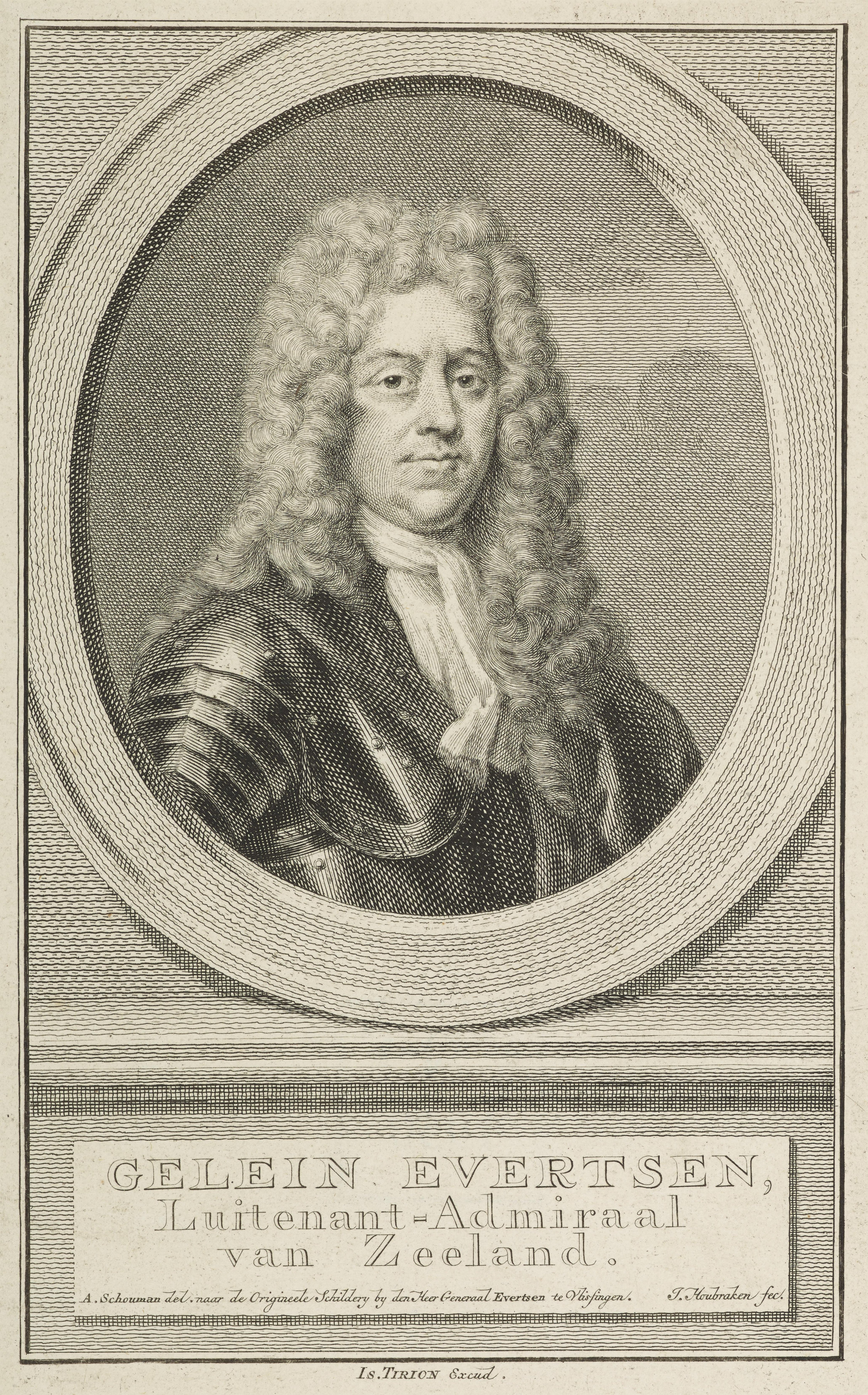
Geleyn Evertsen

Geleyn Evertsen (Vlissingen, 22 januari 1655 - Middelburg 25 juli 1721) was een Nederlandse admiraal uit de 17e eeuw.
Geleyn was de jongste zoon en tiende kind van de Zeeuwse luitenant-admiraal Cornelis Evertsen de Oude en Johanna Gorcum. Hij was de broer van admiraal Cornelis Evertsen de Jongste, bijgenaamd Keesje den Duvel en de volle neef van viceadmiraal Cornelis Evertsen de Jonge, de zoon van luitenant-admiraal Johan Evertsen.
Geleyn ging anders dan zijn broers eerst naar de Franse school; pas op sterk aandringen van zijn familie koos hij op zijn veertiende toch voor de zeedienst, op het schip van neef Cornelis. Hij diende als luitenant bij de Admiraliteit van Zeeland vanaf 1672 en vocht in de slagen van de Derde Nederlands-Engelse Oorlog, zoals de Slag bij Solebay en de Slag bij Kijkduin. In 1674 raakte hij gewond in de Hollandse Oorlog bij de mislukte aanval van Michiel Adriaanszoon de Ruyter op Martinique. Hij werd kapitein in 1679. In 1683 deed hij mee aan operaties in de Oostzee op de Delft. Op 1 april 1685 werd hij schout-bij-nacht en vergezelde op de Veere in 1688 Willem III van Oranje op zijn invasie van de Britse Eilanden; op 17 april 1695 werd hij viceadmiraal. Al die tijd vocht hij, na 1688 samen met de Engelsen, tegen de snel groeiende vloot van koning Lodewijk XIV van Frankrijk. Evertsen deed in 1690 tijdens de Negenjarige Oorlog mee aan de actie van Philips van Almonde voor de Spaanse kust; hij onderscheidde zich in de zeeslagen bij Barfleur en La Hougue in 1692 toen een belangrijk deel van de Franse vloot werd uitgeschakeld; op dat moment was de Zeeuwse vloot echter al sterk gekrompen. In 1700 deed hij mee aan het Engelse bombardement van Kopenhagen; daarna commandeerde hij de blokkadevloot tegen de Duinkerker kapers op de Zeelandia. Na 1703 bleef hij aan wal: het was immers met de Engelse bondgenoten overeengekomen dat een gezamenlijke vloot altijd onder commando van een Brit zou staan, ook al was die lager in rang. Na de dood van Willem III die het aldus bevolen had, had men er geen zin in zich zo nog langer te laten vernederen en men liet alleen lagere officieren uitvaren.
Op 22 juni 1707 werd Geleyn luitenant-admiraal als opvolger van zijn overleden broer. Hij trouwde tweemaal met vrouwen van aanzienlijke afkomst maar bleef kinderloos. Bij zijn dood in 1721 liet hij een kapitaal van 200.000 guldens na, waaronder het landgoed Zeerust en een huis in Middelburg, in welke plaats hij begraven ligt in het praalgraf van de Evertsens.